# Scozia
La Scozia (in inglese e scots Scotland, in gaelico scozzese Alba) è una nazione costitutiva del Regno Unito. Posta all'estremità settentrionale dell'isola di Gran Bretagna, ne occupa più di un terzo della superficie con i suoi 78764 km² di estensione. È circondata dall'oceano Atlantico tramite il mare di Norvegia a nord, il mare del Nord a est e il canale del Nord e il mare d'Irlanda a sud-ovest. Non ha confini internazionali: il suo unico confine è quello interno con l'Inghilterra, a sud. 
Oltre alla sezione collocata nella Gran Bretagna, il territorio comprende più di 790 isole minori, tra cui spiccano gli arcipelaghi delle Ebridi, delle Orcadi e delle Shetland. Edimburgo, capitale e seconda città della nazione, fu il centro dell'Illuminismo scozzese del XVIII secolo, che trasformò il Paese in una delle potenze commerciali, intellettuali e industriali dell'Europa occidentale. Glasgow, la maggiore città della Scozia e la quarta del Regno Unito, era un tempo uno dei principali centri industriali a livello mondiale. Sorge al centro della conurbazione della Greater Glasgow. 
Le acque scozzesi consistono in una grande porzione dell'Atlantico settentrionale e del mare del Nord, e hanno contenuto, fintanto che il Regno Unito ne ha fatto parte, le maggiori riserve di petrolio dell'Unione europea; ciò ha fatto sì che Aberdeen, la terza città della Scozia, ottenesse il titolo di capitale europea del petrolio.
Il Regno di Scozia emerse come stato indipendente e sovrano nell'Alto Medioevo e continuò a esistere fino al 18º secolo. La nazione entrò in unione personale con il Regno d'Inghilterra nel 1603, a seguito della successione di Giacomo VI sia al trono inglese che a quello scozzese. Il 1º maggio 1707 la Scozia entrò ufficialmente in unione con l'Inghilterra, questa volta politicamente, creando un unico Stato col nome di Regno Unito di Gran Bretagna. Questa unione fu il risultato del trattato di Unione firmato nel 1706 e tradotto in legge dai parlamenti di entrambe le nazioni, nonostante l'opposizione popolare e i disordini antiunionisti a Edimburgo, Glasgow e ovunque nel Regno di Scozia. La Gran Bretagna stessa entrò poi nell'unione politica con il Regno d'Irlanda il 1º gennaio 1801, per creare il Regno di Gran Bretagna e Irlanda.
Il sistema legale della Scozia è rimasto separato da quello di Inghilterra, Galles e Irlanda del Nord, e la Scozia costituisce una giurisdizione separata sia nel diritto pubblico che in quello privato. L'esistenza di istituzioni legali, educative e religiose distinte da quelle del resto del Regno Unito ha contribuito alla continuazione della cultura e dell'identità nazionale scozzese sin dall'unione del 1707. Nel 1999 fu reistituito un parlamento locale, il Parlamento scozzese, con autorità su molti ambiti di politica interna, a seguito del referendum sulla devoluzione scozzese del 1997. Nel maggio 2011 il Partito Nazionale Scozzese ha ottenuto la maggioranza assoluta al Parlamento scozzese, e di conseguenza il 18 settembre 2014 si è tenuto un referendum sull'indipendenza dal Regno Unito con l'esito favorevole agli unionisti (il 55,3% dei voti).
La Scozia è membro del Consiglio britannico-irlandese e dell'Assemblea parlamentare britannico-irlandese. Partecipa inoltre all'accordo dell'Area di viaggio comune (Common Travel Area). Prima dell'uscita del Regno Unito dall'Unione europea la Scozia era rappresentata al Parlamento europeo da sei eurodeputati.

## Etimologia
Scotland deriva da Scoti, il nome latino per i Celti di origine irlandese stanziati in Scozia. Il termine tardo-latino Scotia fu inizialmente utilizzato per riferirsi all'Irlanda.
Almeno dall'XI secolo il termine Scotia, insieme ad Albania o Albany, entrambi derivati dal gaelico Alba, fu utilizzato per riferirsi al territorio della Scozia dove si parlava il gaelico scozzese, ossia le Highlands ("terre alte", montuose) a nord del fiume Forth, mentre nelle Lowlands ("terre basse", pianeggianti) a sud del Forth, colonizzate dagli Anglosassoni e dai Norreni, si parlava il germanico scozzese, affine all'inglese. L'utilizzo delle parole Scots e Scotland per indicare tutta l'attuale Scozia cominciò solo nel Basso Medioevo.

## Geografia fisica

### Territorio

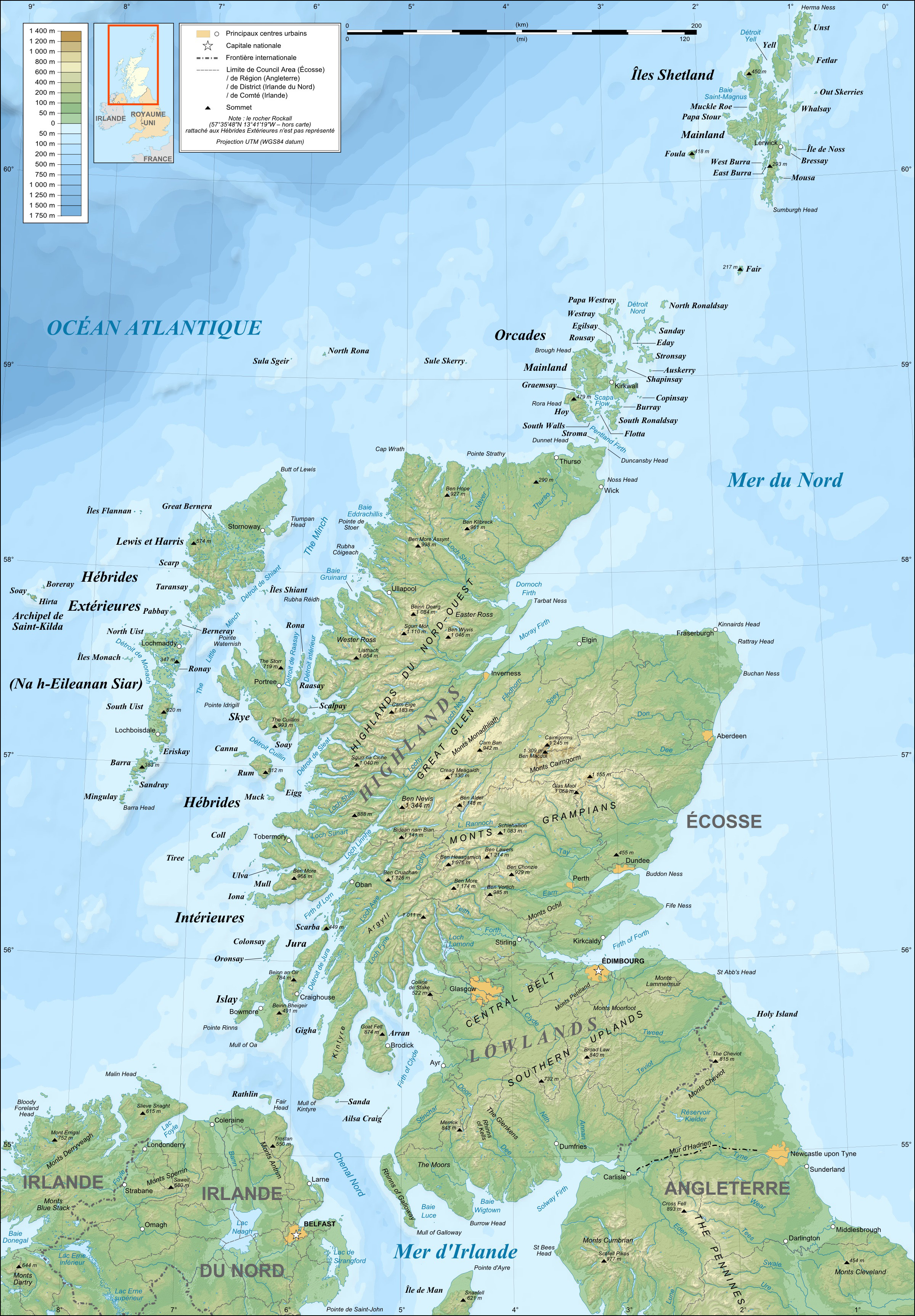
Cartina fisica.

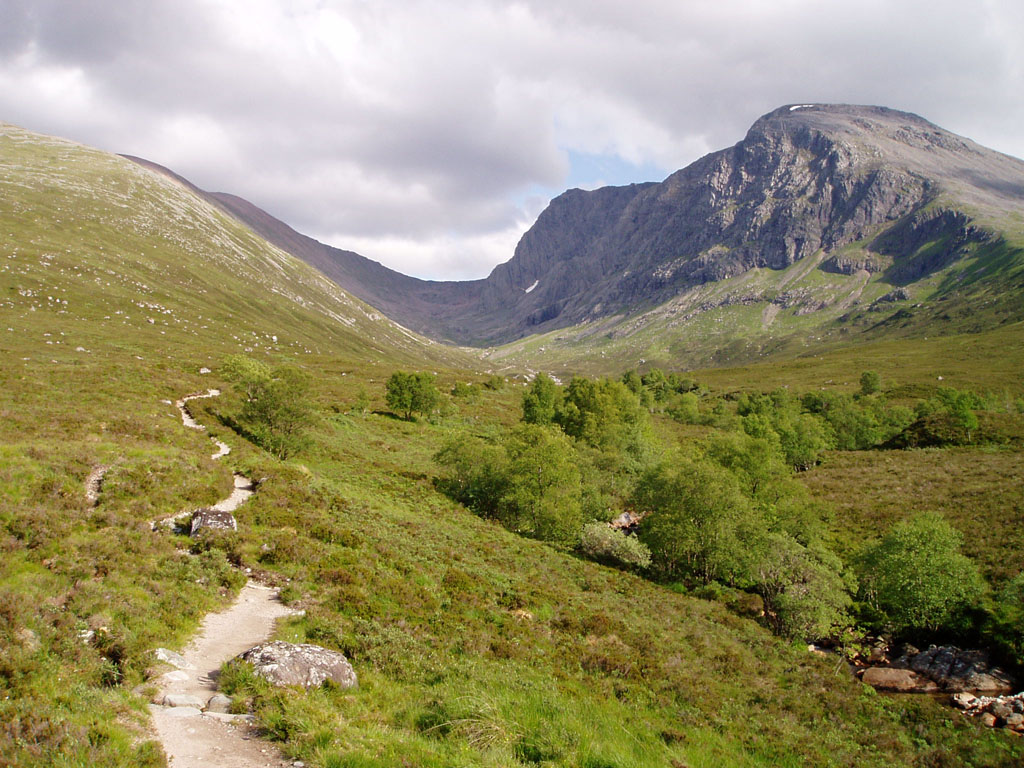
Ben Nevis, la cima più alta dell'intera Gran Bretagna.

La Scozia ha una superficie di 78764 km², comparabile con quella della Repubblica Ceca. Si estende fra le latitudini di Bergen (Norvegia) a nord e Flensburgo (Germania) a sud. Il confine con l'Inghilterra a sud è l'unico confine terrestre, e va da Gretna Green a ovest a Berwick-upon-Tweed a est. A nord e a ovest è bagnata dall'Oceano Atlantico, a est dal mare del Nord.
La lunghezza massima del paese, tra Capo Wrath e Mull of Galloway, è di 360 km, la larghezza massima, tra Ardnamurchan Point, nella penisola di Ardnamurchan a ovest, e Peterhead a est, è di 225 km.
Dal punto di vista fisico si può dividere la Scozia in tre parti:

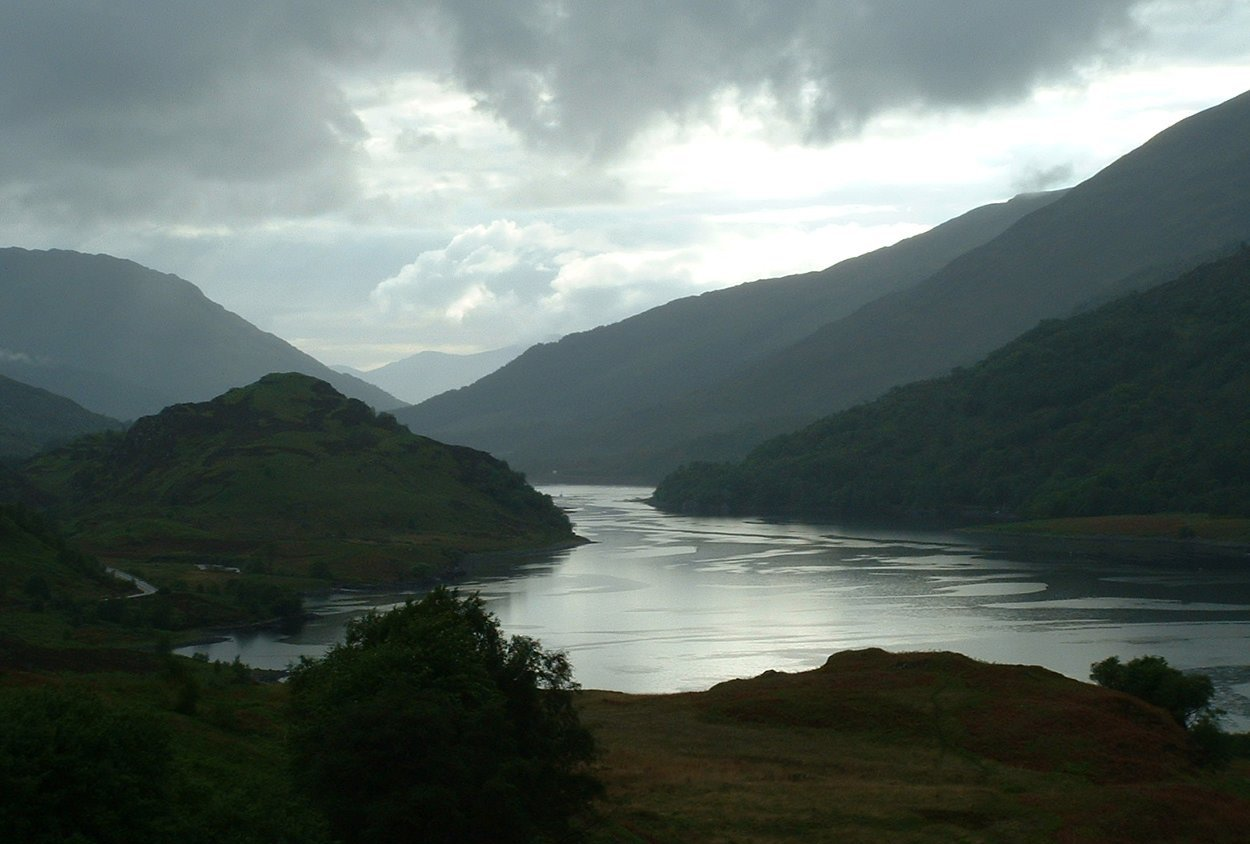
Loch Leven, in un tipico paesaggio scozzese

- Le Highlands, nella zona peninsulare centro-settentrionale, sono montuose e coperte di brughiere. Al largo della loro costa settentrionale si trovano le isole Orcadi e Shetland, di fronte alla costa occidentale sono raggruppate le Ebridi. Le Highlands ospitano il numero più grande di parlanti gaelici: in gaelico queste regioni sono infatti conosciute come a’ Ghàidhealtachd, traducibile con "la terra dei Gaeli". Le Ebridi sono l'unica regione della Scozia in cui il gaelico è parlato da più persone rispetto all'inglese e allo scots, perciò l'arcipelago è paragonabile alla Gaeltacht irlandese. Le coste delle Highlands sono frastagliate da innumerevoli fiordi, chiamati firths, che raggiungono l'interno della penisola. Tra i fiordi più celebri c'è il Moray Firth, mentre alcuni tra gli stretti marittimi più degni di nota sono il The Minch e l'Inner Sound. Le Highlands sono ricche di avvallamenti lunghi e profondi, chiamati glens, "valli". Tra i più celebri troviamo il Glen Mor o Great Glen, che va dal Firth of Lorne al Moray Firth e separa le Highlands nordoccidentali dai Monti Grampiani. Per quasi tutta l'estensione del glen scorre il canale di Caledonia, che mette in comunicazione l'Atlantico e il Mare del Nord, unendo il Loch Ness e Loch Lochy. Il gruppo dei Cairngorms è il più importante dei Grampiani, mentre il Ben Nevis (1345 m) è il monte più alto della Gran Bretagna.
- Le Lowlands sono formate dalle valli dei fiumi Tay, Forth e Clyde. Questa è la regione più abitata e più industrializzata della nazione: i tre quarti degli scozzesi vivono qui. Una delle zone più abitate è la Central Band, la striscia immaginaria che collega le metropoli di Edimburgo (capoluogo della nazione e centro culturale) e di Glasgow (la città più popolosa e centro economico). Le Lowlands confinano a nord con gli Ochil Hills, i contrafforti meridionali delle Highlands, e a sud con i Pentland Hills e i Lammermuir Hills, i primi rilievi delle Uplands. Anche questa regione è frastagliata da fiordi, tra cui uno dei più famosi dell'intera Gran Bretagna: il Firth of Forth, tra i più trafficati del Paese, sul quale si affacciano Edimburgo e altre città di rilievo come Dundee.
- Le Uplands presentano numerosi rilievi, ma meno alti di quelli delle Highlands: le vette non superano i 1000 m. Le più alte sono il Merrick (843 m), il Rhinns of Kells (816 m) e il Cairnsmore of Carsphain (786 m).

#### Fiumi, laghi e coste
I fiumi principali della Scozia sono il Clyde (157 km), lo Spey (155 km), il Tweed (145 km), il Dee (140 km), il Tay (198 km) e il Forth (80 km). Tutti tranne il Clyde sfociano nel mare del Nord.
I laghi scozzesi sono conosciuti con la parola gaelica loch e si trovano principalmente nelle regioni settentrionali; sono celebri per essere lunghi e stretti, in quanto di origine glaciale. Tra i principali il Loch Lomond e Loch Awe a ovest, il Loch Tay, Loch Rannoch e Loch Ericht nei Grampiani, Loch Lochy e Loch Ness nel Glen Mor, Loch Maree e Loch Shin vicino alla costa settentrionale. Il più famoso è Loch Ness, protagonista del noto mito del mostro Nessie.
Le coste sono per lo più alte e frastagliate; arrivano a 430 m di altezza a Saint Kilda. 

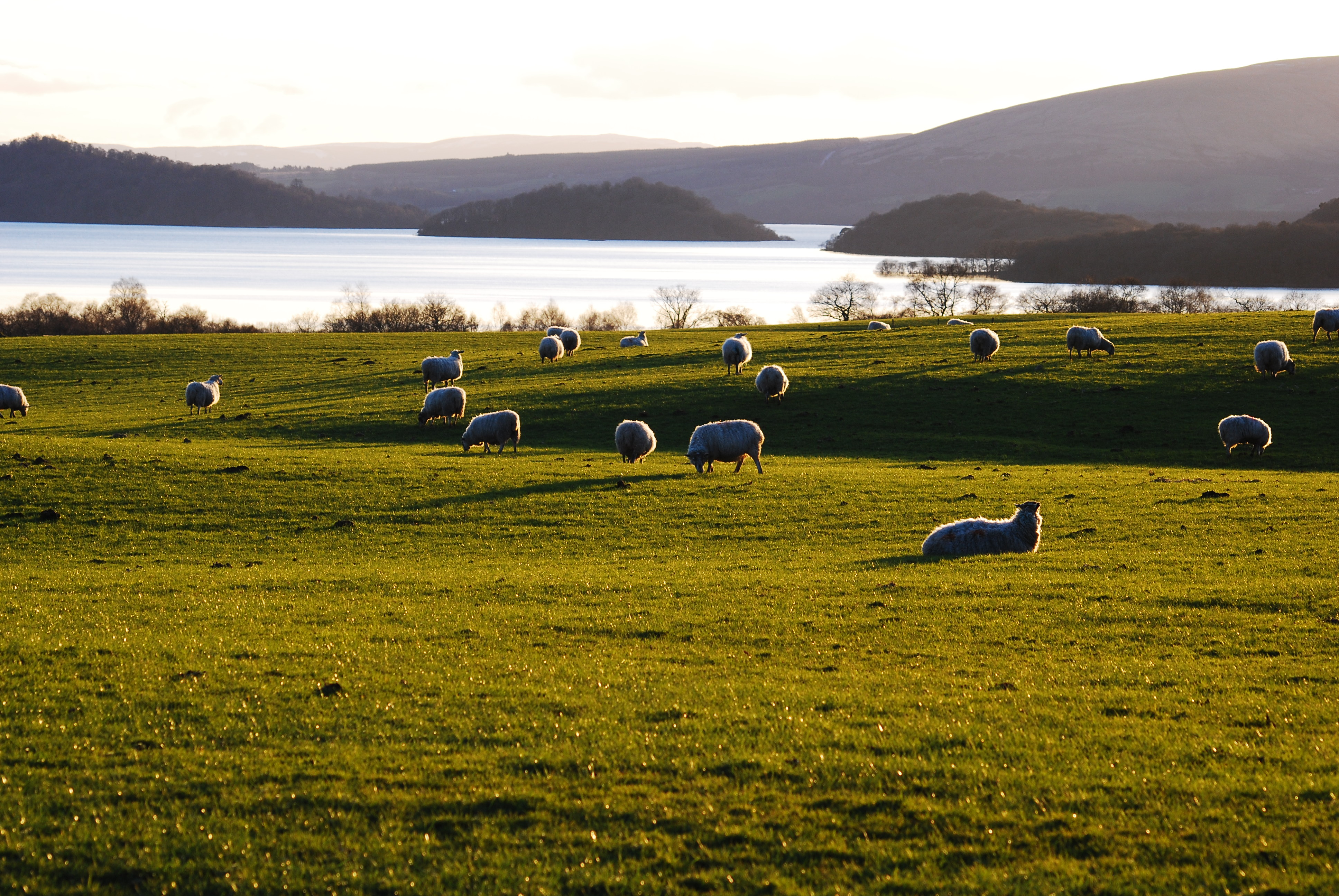
Il Loch Lomond, il lago più grande della Gran Bretagna

### Clima

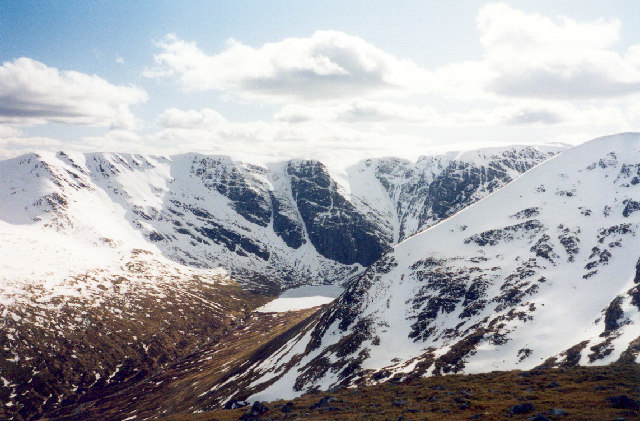
Neve sui monti scozzesi.

Il clima delle isole britanniche subisce un forte influsso dell'oceano, in particolare nelle zone occidentali. Essendo la più settentrionale tra le regioni della Gran Bretagna, la Scozia è maggiormente esposta alle masse d'aria fredda di origine polare, le quali, entrando in contrasto con la calda corrente del Golfo, creano frequenti zone di bassa pressione, particolarmente accentuate in autunno e all'inizio dell'inverno. A causa di tali depressioni atlantiche la media delle precipitazioni è piuttosto elevata e le estati sono decisamente fresche e ventose, soprattutto nelle regioni montuose esposte a ovest. Tuttavia è la stessa corrente del Golfo a rendere l'inverno scozzese molto mite considerata la latitudine: Edimburgo, pur essendo situata al 56º parallelo circa, ha una temperatura media annuale intorno ai 10 °C (3-4 °C d'inverno, 14-16 °C d'estate), diversamente da Mosca, che, pur trovandosi pressoché alla stessa latitudine (55° 45′ N) mediamente ha una temperatura massima invernale di −6 °C. 
A causa delle correnti favoniche delle Highlands, a Kinlochewe il giorno 28 gennaio 2024 furono registrati una temperatura record di 19,6°C proprio nell'estremo Nord, stabilendo la temperatura più alta livello nazionale per il mese di gennaio.

### Flora
Il cardo è il simbolo della Scozia. Assieme a felci ed erica è presente un po' dovunque nella brughiera scozzese. Le Lowlands sono ricche di ginestre e hanno una vegetazione simile a quella continentale. Lungo la costa occidentale abbondano fuchsie, rododendri e azalee, nelle Highlands erica e felci. Sui Grampiani la flora è di tipo alpino e si può trovare anche la tundra. La maggior parte del territorio fin dai tempi antichi era ricoperto da foreste caducifoglie (soprattutto querce) che ora si sono ridotte a causa del disboscamento e del pascolo. Uno degli alberi più rappresentativi delle foreste è il pino silvestre, chiamato anche "pino di Scozia" (scots pine). È simbolo legato alla cultura locale e albero nazionale.

### Fauna

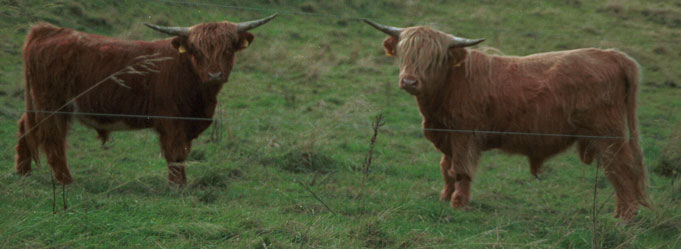
Bovini delle Highlands.

La fauna, oltre alle comuni specie dell'Europa del nord, presenta alcune peculiarità, come il topo di Rhum, la pecora selvatica soay e lo scricciolo di St. Kilda (Troglodytes troglodytes hirtensis). Molto comune il cervo rosso. Le scogliere sono un paradiso per varie specie di uccelli (tra cui il pulcinella di mare). Nelle zone acquitrinose vive la gallina di palude (grouse). Estinti da secoli a causa della persecuzione umana i grandi carnivori (orso, lupo, lince). La Scozia rimane l'ultimo rifugio in Gran Bretagna per lo scoiattolo rosso (Sciurus vulgaris), soppiantato nel resto dell'isola dallo scoiattolo grigio americano (Sciurus carolinensis) dopo l'introduzione avvenuta in Inghilterra, e della renna, di cui si può trovare un piccolo branco (circa 150 esemplari) sui Cairngorm. Presenti anche la volpe e il tasso. A causa dell'elevatissimo numero di cervi, si sta pensando di reintrodurre i lupi. I fiumi della Scozia sono carichi di salmoni, e le coste sono habitat di numerose specie di foche (tra cui la foca grigia e la foca comune).

## Popolazione
La Scozia ha una popolazione di circa 5 254 800 abitanti, distribuiti in maniera molto disuguale: nella Central Belt (zona industriale dell'asse Glasgow-Edimburgo) la densità è di 700 ab./km², mentre in alcune regioni delle Highlands meno di 2 ab./km².
Secondo il censimento del 2011, la popolazione scozzese si divideva etnicamente nei seguenti gruppi:
| Etnia                                     | Percentuale |
| ----------------------------------------- | ----------- |
| Bianchi (scozzesi e/o altri britannici)   | 91,8%       |
| Bianchi (altri: irlandesi, polacchi etc.) | 4,2%        |
| Asiatici, africani e altri                | 4,0%        |

Con riferimento alla propria identità nazionale, il 62% della popolazione scozzese si è dichiarata come "solo scozzese", il 18% come "scozzese e britannica", l'8% come "solo britannica" e il 4% ha invece scelto di dichiarare un'altra identità nazionale.

## Amministrazione locale
Nel 1994 il governo locale è stato riorganizzato sulla base di 32 Council areas. Fino al 1971 la Scozia era divisa in contee, mentre le città maggiori erano rette dalle corporazioni cittadine. Le vecchie contee valgono solo a fini catastali.
| 1. Inverclyde 2. Renfrewshire 3. Dunbartonshire Occidentale 4. Dunbartonshire Orientale 5. Glasgow 6. Renfrewshire Orientale 7. Lanarkshire Settentrionale 8. Falkirk 9. West Lothian 10. Edimburgo 11. Midlothian 12. East Lothian 13. Clackmannanshire 14. Fife 15. Dundee 16. Angus 17. Aberdeenshire 18. Aberdeen 19. Moray 20. Highland 21. Ebridi Esterne 22. Argyll e Bute 23. Perth and Kinross 24. Stirling 25. Ayrshire Settentrionale 26. Ayrshire Orientale 27. Ayrshire Meridionale 28. Dumfries e Galloway 29. Lanarkshire Meridionale 30. Scottish Borders 31. Isole Orcadi 32. Isole Shetland |

## Politica

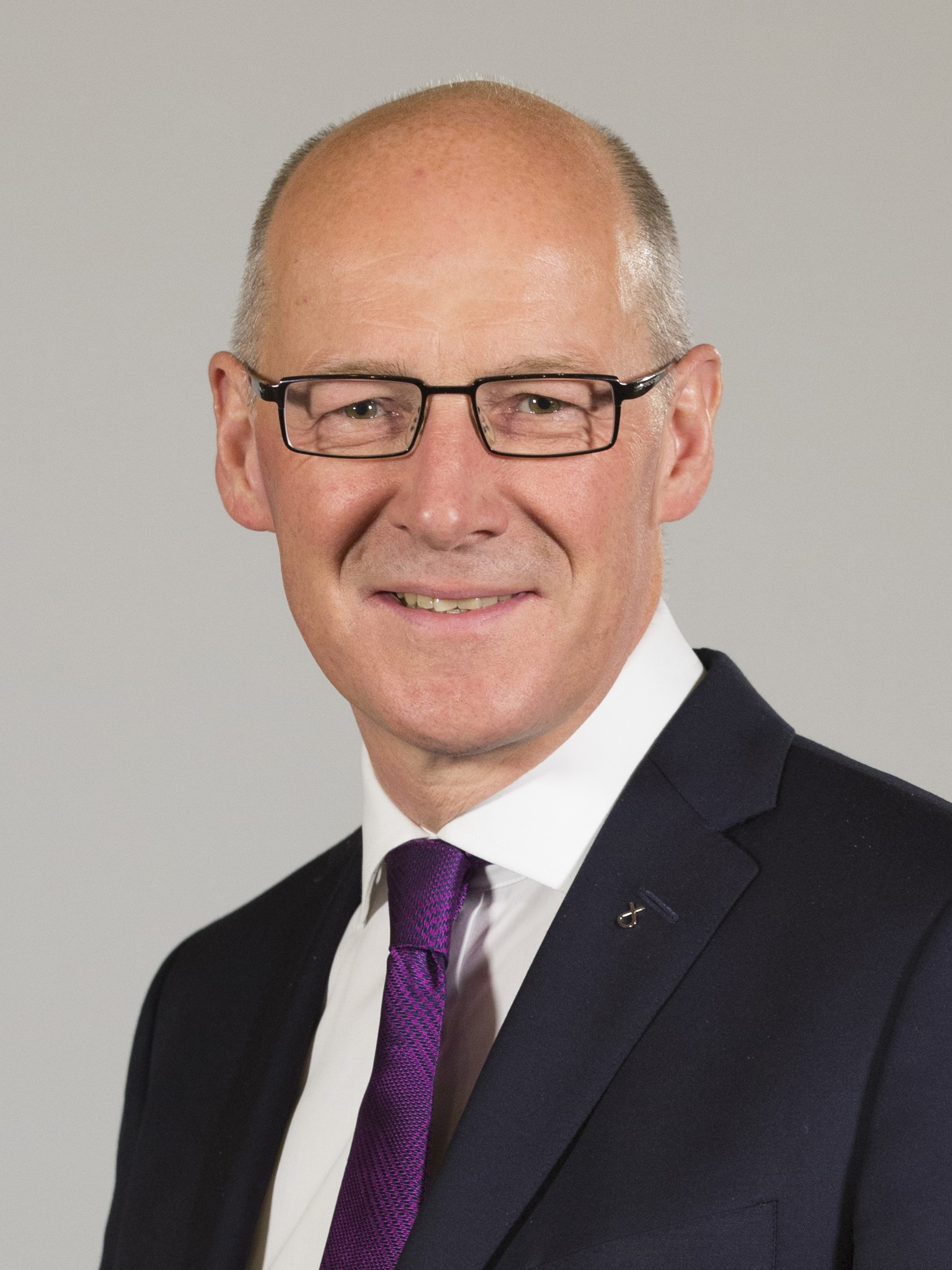
John Swinney è il Primo Ministro della Scozia dall'8 maggio 2024

La Scozia è una nazione costitutiva del Regno Unito e il suo capo di Stato, dall'8 settembre 2022, è il monarca britannico Carlo III.
Dal punto di vista costituzionale, il Regno Unito è uno stato unitario con un governo e un parlamento sovrani. A seguito dei referendum sulla devoluzione approvati in Scozia e Galles nel 1997, a queste due nazioni costitutive è stato concesso un limitato autogoverno. Il Parlamento del Regno Unito a Westminster continua però ad avere il potere di emendare, espandere, ridurre o abolire gli ambiti di autonomia devoluti a Scozia e Galles, quindi il Parlamento scozzese non si può definire pienamente sovrano. Peraltro, sul piano pratico, è piuttosto improbabile che il Parlamento britannico voglia (e, volendolo, possa politicamente) abolire in maniera unilaterale i parlamenti e i governi di Scozia e Galles senza indire prima un referendum in tal senso tra le popolazioni interessate.

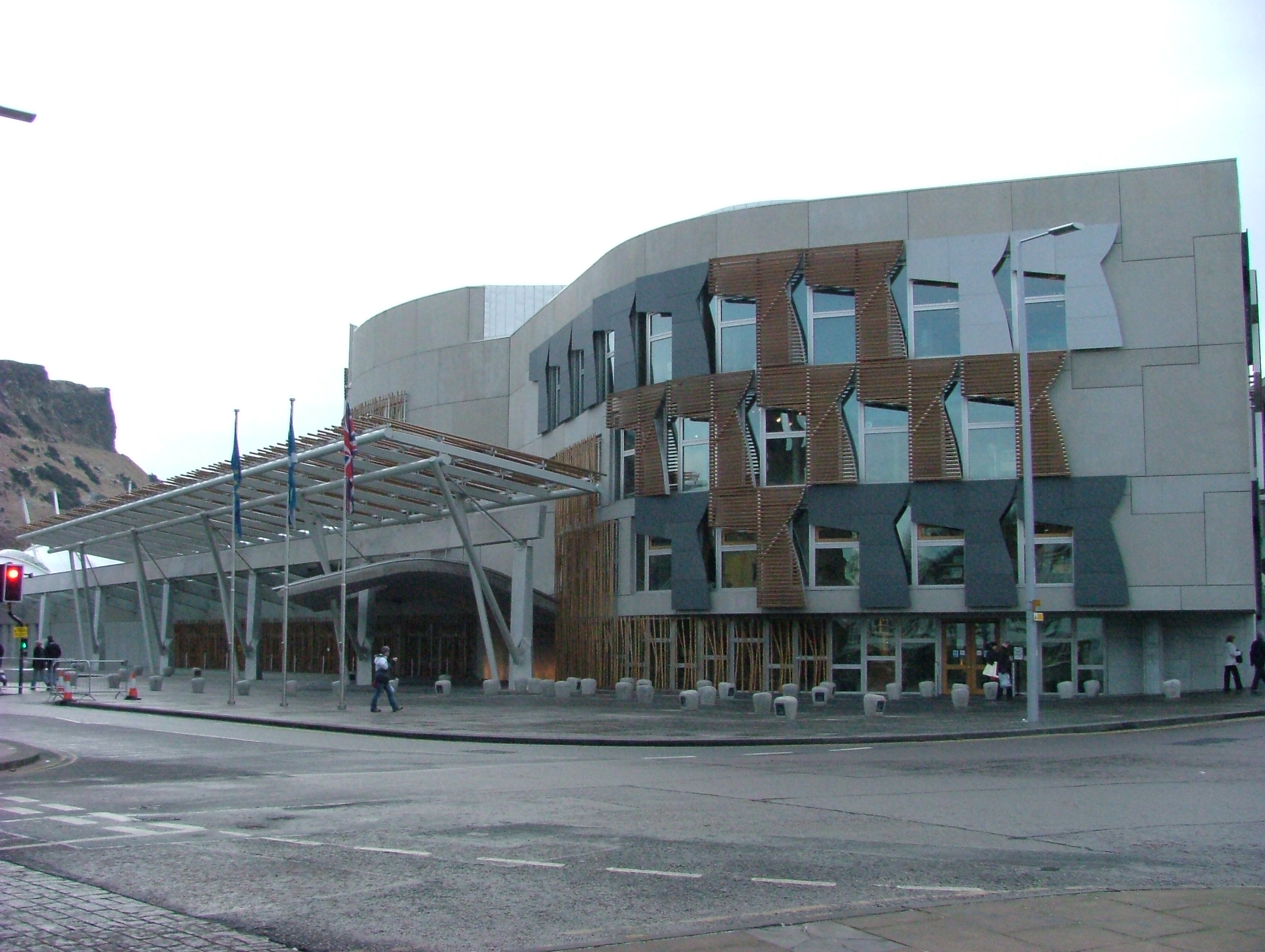
Il Parlamento Scozzese a Edimburgo

A seguito della devolution, riguardo a certe materie di interesse locale, il potere di fare leggi e di applicarle è stato delegato al Parlamento scozzese e al Governo scozzese, con sede a Edimburgo. Il Parlamento del Regno Unito mantiene la competenza su certe materie, anche se riguardanti la Scozia, come quelle fiscali, il sistema di sicurezza sociale, la difesa, le relazioni internazionali, le comunicazioni e altre, che sono elencate in via tassativa nello Scotland Act come "materie riservate". Il Parlamento scozzese ha potere legislativo in tutte le altre materie riguardanti la Scozia, oltre ad avere un potere limitato di variare l'imposta sui redditi. Nel caso tuttavia ritenga opportuno che una certa decisione sia presa dal Parlamento del Regno Unito il Parlamento scozzese può restituire a quest'ultimo la facoltà di legiferare su determinate materie devolute.
Il Parlamento scozzese è monocamerale ed è composto da 129 membri, 73 dei quali rappresentano singoli collegi e sono eletti con il first-past-the-post (sistema maggioritario a turno unico). Gli altri 56 sono eletti con il sistema proporzionale. Il Re, su indicazione del Parlamento, nomina uno dei parlamentari First Minister. Gli altri ministri, nominati con lo stesso procedimento, assieme al First Minister formano il Governo della Scozia (Scottish Executive).
La Scozia è rappresentata da 59 deputati alla Camera dei Comuni. Alla Camera dei Lord i pari scozzesi hanno potuto sedere fino al 1999.
Nel Governo del Regno Unito esiste un dicastero specifico per gli affari scozzesi, lo Scotland Office. Guidato dal Segretario di Stato per la Scozia, prima della devoluzione sovrintendeva su tutto il sistema di governo scozzese. Ora allo Scotland Office rimane un numero limitato di materie, come le relazioni con gli altri ministeri che mantengono competenze settoriali riguardanti la Scozia.

## Economia

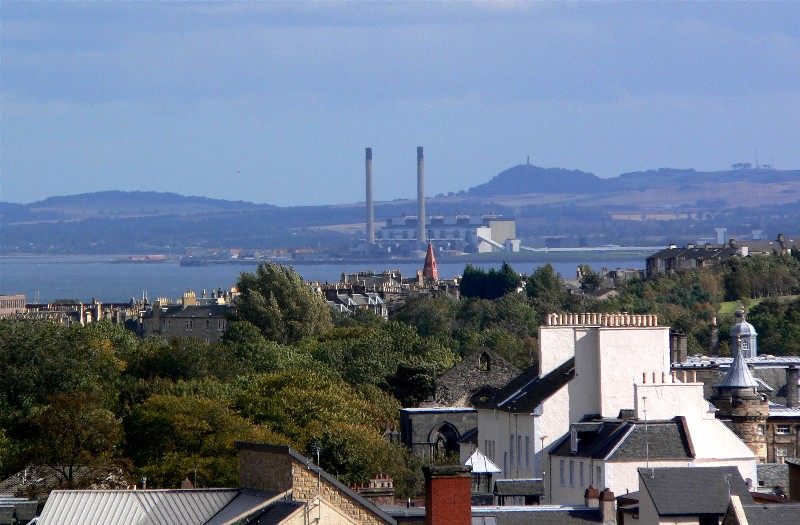
La centrale di Cockenzie vicino a Edimburgo

L'economia della Scozia, come quella dell'intero Regno Unito, ha forti legami con l'Europa e con il mondo. Le esportazioni hanno, infatti, una grossa importanza.
Il paese ha un sistema di mercato, con diversi interventi pubblici. Dopo la rivoluzione industriale l'economia scozzese si concentrò sull'industria pesante, dominata da settori produttivi come le costruzioni navali, l'estrazione di carbone e la siderurgia. In quel periodo l'esistenza dell'Impero britannico fornì alle produzioni scozzesi un mercato di dimensioni mondiali.
Il declino dell'industria pesante nella seconda metà del XX secolo portò a un considerevole spostamento di attività verso i settori dei servizi e della tecnologia.
Negli anni settanta lo sfruttamento dei giacimenti petroliferi nel mare del Nord diede luogo a una prima grossa trasformazione dell'economia scozzese. Gli anni ottanta videro la grande espansione della cosiddetta Silicon Glen, tra Glasgow e Edimburgo, dove si insediarono molte grandi aziende operanti nell'informatica e nei settori tecnologici.

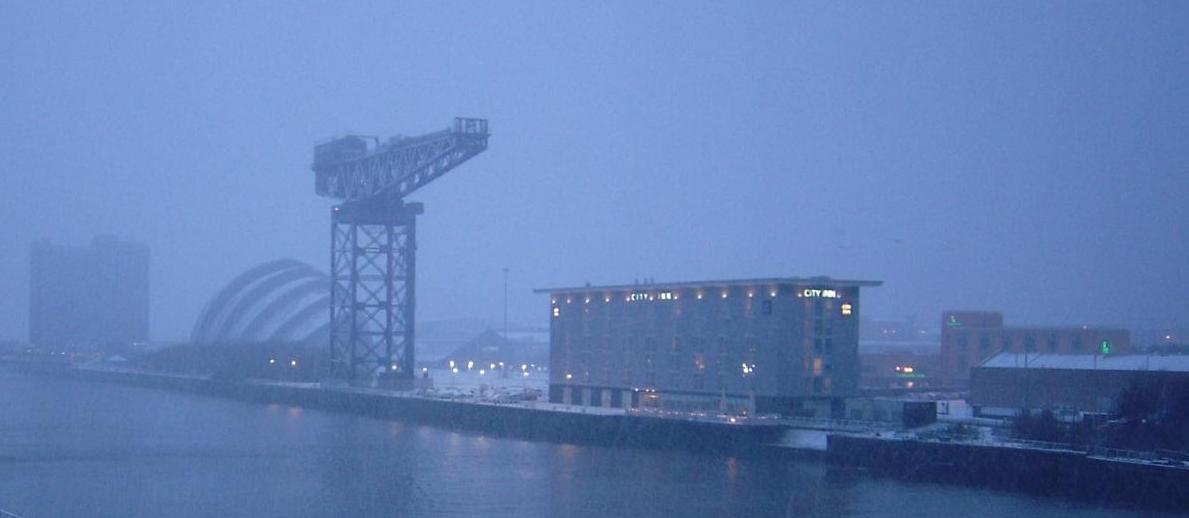
Vista sul fiume Clyde a Glasgow

Edimburgo (414 192 abitanti) è il principale centro finanziario scozzese. Nella capitale operano gruppi finanziari come la Royal Bank of Scotland, la HBOS (proprietaria della Bank of Scotland) e la Standard Life Aberdeen.
Glasgow (616 123 abitanti) è il principale porto scozzese e il quarto centro industriale del Regno Unito; vi passa oltre il 60% dei prodotti industriali esportati dalla Scozia. I cantieri navali, anche se con dimensioni decisamente ridotte rispetto ai massimi toccati all'inizio del XX secolo, formano ancora la base produttiva dell'industria cittadina. Glasgow è anche il principale centro scozzese per il commercio al dettaglio, oltre che uno dei primi venti centri finanziari europei e sede di molte importanti società.
Aberdeen (216 662 abitanti), a volte chiamata la capitale europea del petrolio, è il centro dell'industria petrolifera basata sui giacimenti del mare del Nord.

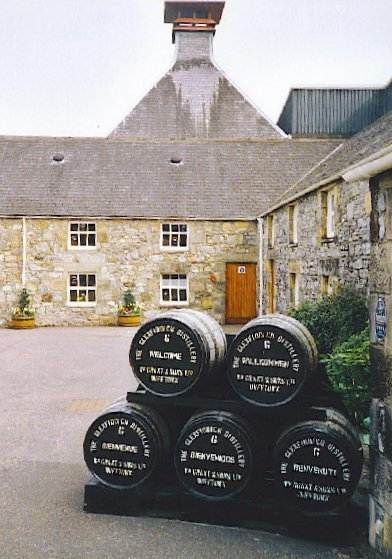
Distilleria a Glenfiddich.

Altre importanti attività sono l'industria tessile, la chimica, la distillazione di whisky, la produzione di birra, la pesca e il turismo.
Nel 2003 le esportazioni scozzesi (escluso il commercio con il resto del Regno Unito) sono state stimate in quasi 19 miliardi di sterline, di cui circa il 70% costituito da prodotti industriali. Maggiori fonti di reddito sono il whisky, i prodotti dell'industria elettronica, i servizi finanziari. I mercati più importanti sono gli Stati Uniti, la Germania e la Francia. Secondo lo Scottish National Accounts Project (SNAP), il prodotto interno lordo della Scozia nel 2009 era di 127 miliardi di sterline, equivalenti a 146 miliardi di euro.
Solo un quarto del territorio è coltivato (principalmente a cereali e verdure), ma l'allevamento ovino ha un ruolo importante nelle meno fertili regioni del nord e sulle isole. La proprietà della terra è concentrata in relativamente poche mani: circa 350 persone possiedono la metà del territorio. Nel 2003 il Parlamento scozzese ha approvato un Land Reform Act che consente ai coltivatori diretti e alle comunità locali di comprare la terra, anche contro la volontà del proprietario.
Anche se la Bank of England è la banca centrale di tutto il Regno Unito, tre banche scozzesi (Bank of Scotland, Royal Bank of Scotland e Clydesdale Bank) hanno il potere di emettere banconote. Anche se queste sterline scozzesi non hanno corso legale in Inghilterra, Galles e Irlanda del Nord, sono liberamente scambiabili con quelle emesse dalla Banca d'Inghilterra. Nonostante questo, in altre parti del Regno e specialmente in Inghilterra, molti esercenti rifiutavano le banconote scozzesi. Una nuova legge ha posto rimedio a questo inconveniente, ma fuori dal Regno Unito ancora oggi banche e cambiavalute spesso non accettano le banconote scozzesi.

### Trasporti

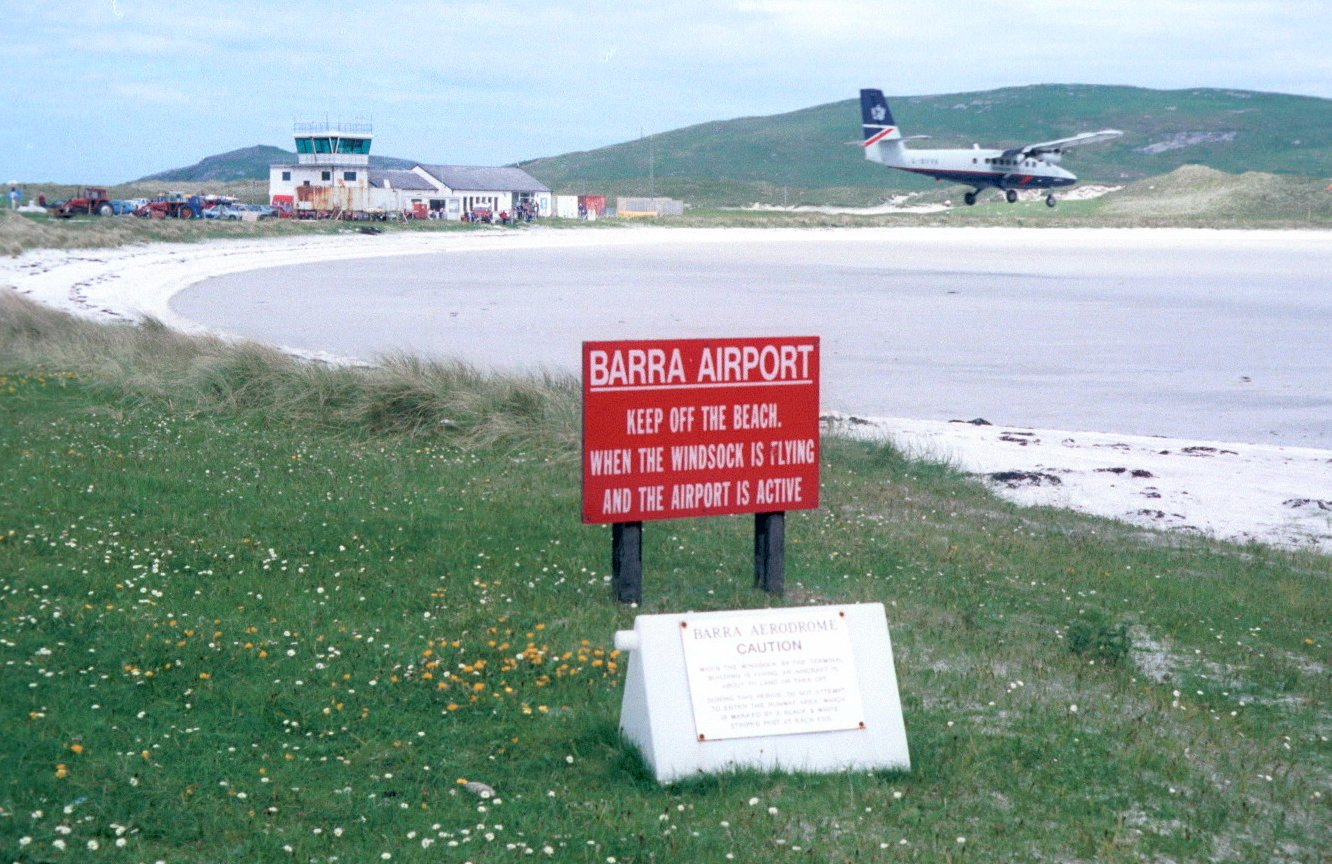
L'Aeroporto di Barra è l'unico aeroporto del mondo che utilizza una spiaggia come pista per i servizi di linea.

La Scozia ha cinque grandi aeroporti internazionali (Glasgow-International, Glasgow-Prestwick, Edimburgo, Aberdeen e Inverness), che insieme servono 150 destinazioni internazionali con una grande varietà di servizi di linea e charter. GIP (Global Infrastructure Partners) gestisce l'aeroporto di Edimburgo, mentre la BAA (British Airports Authority) quelli di Aberdeen e Glasgow; la Highlands and Islands Airports opera in 11 aeroporti regionali, incluso quello di Inverness, che servono le località più remote. Infratil gestisce Prestwick.
Le autostrade scozzesi e le principali strade statali sono gestite da Transport Scotland; la parte restante della rete è gestita dalle autorità locali scozzesi in ognuna delle aree di pertinenza. Servizi regolari di traghetto operano tra la terraferma e le molte isole; sono gestiti principalmente da Caledonian MacBrayne, ma l'operatività spetta ai consigli locali. Altre linee di traghetti, che appartengono a numerose società, collegano la Scozia all'Irlanda del Nord, Belgio, Norvegia, isole Faroe e Islanda. Network Rail Infrastructure Limited possiede e adopera le infrastrutture del sistema ferroviario scozzese, mentre il Governo della Scozia detiene la responsabilità per le strategie ferroviarie e il loro budget. La rete ferroviaria conta circa 340 stazioni e 3 000 chilometri di tracciato. I passeggeri trasportati ogni anno superano i 62 milioni.

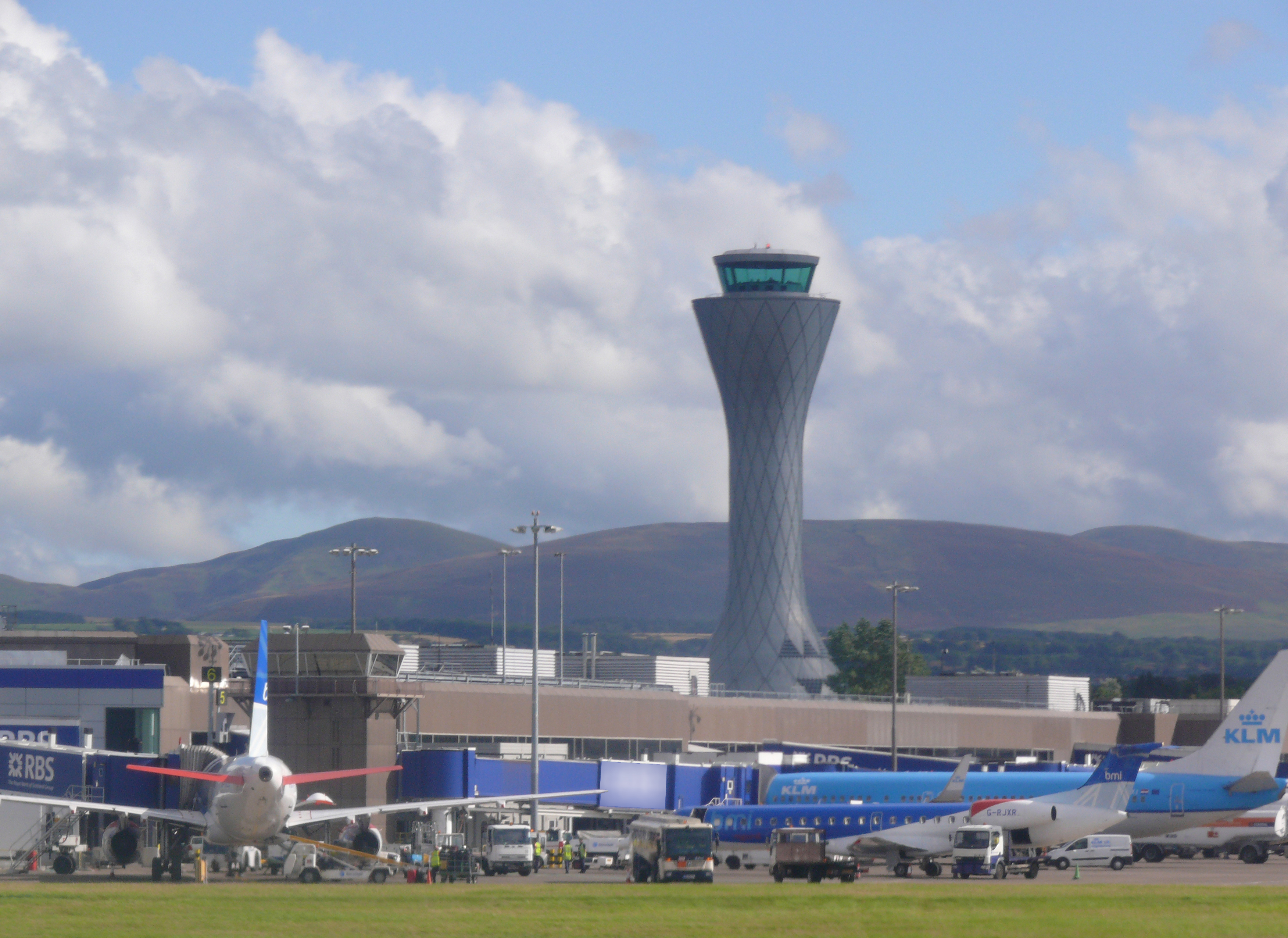
L'Aeroporto di Edimburgo è uno dei più trafficati della Scozia.

Le ferrovie sono gestite da Transport Scotland. Le linee ferroviarie della costa Est e della costa Ovest collegano le principali città tra loro e con la rete ferroviaria inglese. Il servizio ferroviario all'interno della Scozia è svolto da First ScotRail. All'epoca della British Railways la linea della costa Ovest da Londra Euston a Glasgow Centrale fu elettrificata (all'inizio degli anni '70), seguita dalla linea della costa Est (fine anni '80). La British Railways creò il brand ScotRail. Finché esistette la British Railways, furono elettrificate molte linee nello Strathclyde; lo Strathclyde Passenger Transport Executive definì la propria rete la "più grande rete ferroviaria elettrificata fuori da Londra". Oggi molte parti della rete sono a trazione elettrica, ma non vi sono linee elettrificate nelle Highlands, nell'Angus, nell'Aberdeenshire, e nessuna delle isole ha collegamenti ferroviari.
La città di Glasgow è servita dal sistema integrato di metropolitana dal 1896. Completamente restaurato e rimodernato tra il 1977 e il 1980, oggi conta 15 stazioni, utilizzate da circa 40 000 passeggeri al giorno. Le stazioni sono state ulteriormente ammodernate in vista dei XX Giochi del Commonwealth che si sono svolti nella città nel 2014.
La linea ferroviaria della costa Est attraversa il Firth of Forth tramite il Forth Bridge: completato nel 1890, questo ponte a sbalzo è stato descritto come "il profilo più riconoscibile della Scozia a livello internazionale".

## Società

### Lingue e dialetti
Le lingue ufficiali in Scozia sono tre: l'inglese, lo scots e il gaelico scozzese.
L'inglese, o più precisamente SSE (Scottish Standard English), è la lingua più diffusa. Di ceppo germanico occidentale, viene utilizzata in tutti gli ambiti ufficiali ed è parlata dall'intera popolazione. 
Lo scots, anch'esso una lingua germanica occidentale, da alcuni considerato è un dialetto dell'inglese, sebbene abbia avuto un'evoluzione diversa; anche se entrambe discendono dall'anglosassone, la maggior parte dei linguisti le ritiene due idiomi separati. È parlato da circa il 30% della popolazione scozzese ed è usato principalmente in ambiti informali. 
Il gaelico scozzese, idioma appartenente al ceppo delle lingue celtiche, è la lingua più antica della nazione. Solo l'1.2% degli scozzesi conosce ancora il gaelico come prima lingua, e l'unica area amministrativa dove esso è numericamente prevalente è Na h-Eileanan Siar (Ebridi esterne); ciononostante alcuni termini gaelici rimangono presenti, in forma spesso anglicizzata, in parecchi toponimi ormai assimilati dall'inglese (e dallo scots), come aber (foce), baile, bal (città), beinn, benn, ben (monte, lett. testa), innis (isole), loch (lago), slogan (slogan). Da diversi anni sono in atto iniziative per tenere attivo l'uso di questa lingua goidelica ed incrementarlo sempre di più.
| Anno | Popolazione della Scozia | Parlanti gaelico monolingui (%) | Bilingui gaelico-inglesi (%) | Totale gruppo linguistico gaelico (%) |
| ---- | ------------------------ | ------------------------------- | ---------------------------- | ------------------------------------- |
| 1755 | 1 265 380                | 289 798 (22,9%)                 | Sconosciuto                  | Sconosciuto                           |
| 1800 | 1 608 420                | 297 823 (18,5%)                 | Sconosciuto                  | Sconosciuto                           |
| 1881 | 3 735 573                | 231 594 (6,1%)                  | Sconosciuto                  | Sconosciuto                           |
| 1891 | 4 025 647                | 43 738 (1,1%)                   | 210 677 (5,2%)               | 254 415 (6,3%)                        |
| 1901 | 4 472 103                | 28 106 (0,6%)                   | 202 700 (4,5%)               | 230 806 (5,1%)                        |
| 1911 | 4 760 904                | 8 400 (0,1%)                    | 183 998 (3,9%)               | 192 398 (4%)                          |
| 1921 | 4 573 471                | 9 829 (0,2%)                    | 148 950 (3,3%)               | 158 779 (3,5%)                        |
| 1931 | 4 588 909                | 6 716 (0,14%)                   | 129 419 (2,82%)              | 136 135 (2,96%)                       |
| 1951 | 5 096 415                | 2 178 (0,04%)                   | 93 269 (1,83%)               | 95 447 (1,87%)                        |
| 1961 | 5 179 344                | 974 (0,02%)                     | 80 004 (1,54%)               | 80 978 (1,56%)                        |
| 1971 | 5 228 965                | 477 (0,01%)                     | 88 415 (1,69%)               | 88 892 (1,7%)                         |
| 1981 | 5 035 315                | -                               | 82 620 (1,6%)                | 82 620 (1,6%)                         |
| 1991 | 5 083 000                | -                               | 65 978 (1,4%)                | 65 978 (1,4%)                         |
| 2001 | 5 062 011                | -                               | 58 652 (1,2%)                | 58 652 (1,2%)                         |
| 2011 | 5 295 403                | -                               | 57 602 (1,1%)                | 57 602 (1,1%)                         |

Fonte: i dati relativi al periodo 1755-2001 si riferiscono ai censimenti riportati da MacAulay. Il dato relativo al 2011 è stato estrapolato dal censimento del 2011.

### Religione

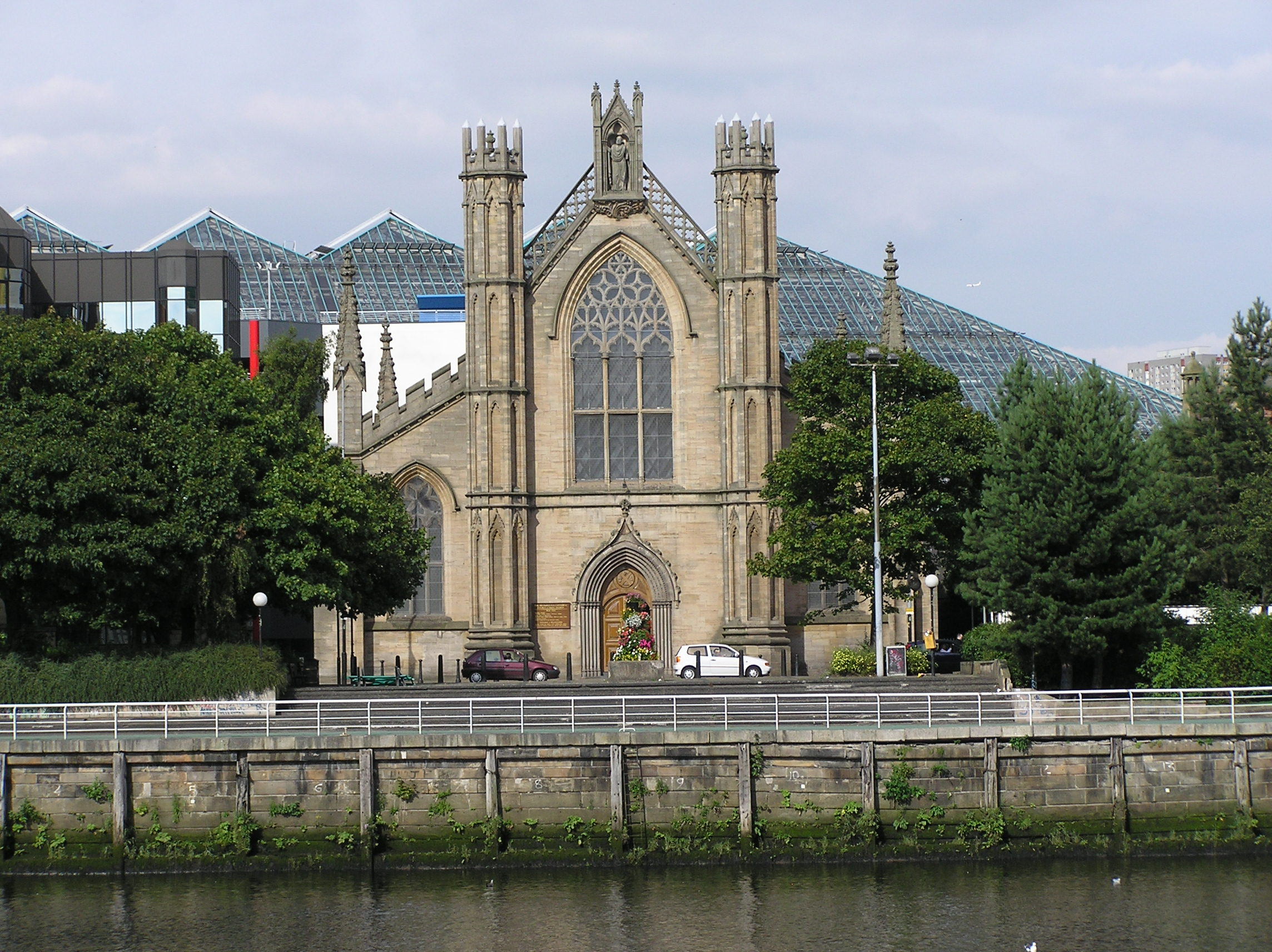
Cattedrale di Sant'Andrea
Una delle chiese principali di Glasgow

La maggioranza della popolazione è cristiana. La confessione più diffusa è la Chiesa di Scozia (presbiteriana) - Church of Scotland, comunemente chiamata the Kirk, sebbene solo attorno a 600 000 persone (una minoranza) siano ufficialmente registrate come membri. La Kirk ha circa 1 400 ministri ed è una established church, cioè Chiesa di Stato.
Nel 1893 dalla Chiesa di Scozia si è staccata la Libera chiesa presbiteriana di Scozia (Free Presbyterian Church of Scotland), il cui intento è di mantenersi più fedele allo spirito originario della riforma protestante.
La seconda è la Chiesa cattolica, che ha due arcidiocesi e sei diocesi. La terza è la Chiesa episcopale scozzese, che professa l'anglicanesimo e fa parte della comunione anglicana, ma in una posizione di indipendenza rispetto alla Chiesa d'Inghilterra, nonostante quest'ultima rimanga la Chiesa madre della confessione anglicana. Difatti, la Chiesa d'Inghilterra è la established church dell'Inghilterra, ma non dell'intero Regno Unito.
Congregazioni più piccole sono la Chiesa battista, la Chiesa metodista (wesleyana), chiese presbiteriane non scozzesi, le comunità ebraica e musulmana, i bahá'í, i druidi.
| Religione attuale          | 2001      | 2001  | 2011      | 2011  |
| Religione attuale          | Numero    | %     | Numero    | %     |
| -------------------------- | --------- | ----- | --------- | ----- |
| Chiesa di Scozia           | 2 146 251 | 42,4  | 1 717 871 | 32,4  |
| Cattolici                  | 803 732   | 15,9  | 841 053   | 15,9  |
| Altri cristiani            | 344 562   | 6,8   | 291 275   | 5,5   |
| Totale cristiani           | 3 294 545 | 65,1  | 2 850 199 | 53,8  |
| Islamici                   | 42 557    | 0,8   | 76 737    | 1,4   |
| Induisti                   | 5 564     | 0,1   | 16 379    | 0,3   |
| Buddhisti                  | 6 830     | 0,1   | 12 795    | 0,2   |
| Sikh                       | 6 572     | 0,1   | 9 055     | 0,2   |
| Ebrei                      | 6 448     | 0,1   | 5 887     | 0,1   |
| Altre religioni            | 26 974    | 0,5   | 15 196    | 0,3   |
| Atei                       | 1 394 460 | 27,6  | 1 941 116 | 36,7  |
| Non dichiarano religione   | 278 061   | 5,5   | 368 039   | 7,0   |
| Atei/Non dichiarano totale | 1 672 521 | 33,0  | 2 309 155 | 43,6  |
| Totale popolazione         | 5 062 011 | 100,0 | 5 295 403 | 100,0 |

## Il diritto in Scozia
La Scozia ha un sistema legale completamente separato da quello dell'Inghilterra e del Galles. Il diritto scozzese si fonda su due fonti principali: le leggi promulgate (enacted law) e la common law.
L'enacted law può avere origine in diversi corpi legislativi: diritto romano del Corpus giustinianeo, diritto canonico, atti dell'antico parlamento scozzese prima del 1707, proclami reali, atti del parlamento britannico, atti del parlamento scozzese rieletto nel 1999, trattati dell'Unione europea o legislazione europea, leggi locali (by-laws).
La common law deriva la sua autorità dalle sentenze delle corti e si fonda sulla tradizione legale scozzese.

## Cultura

### Simboli nazionali

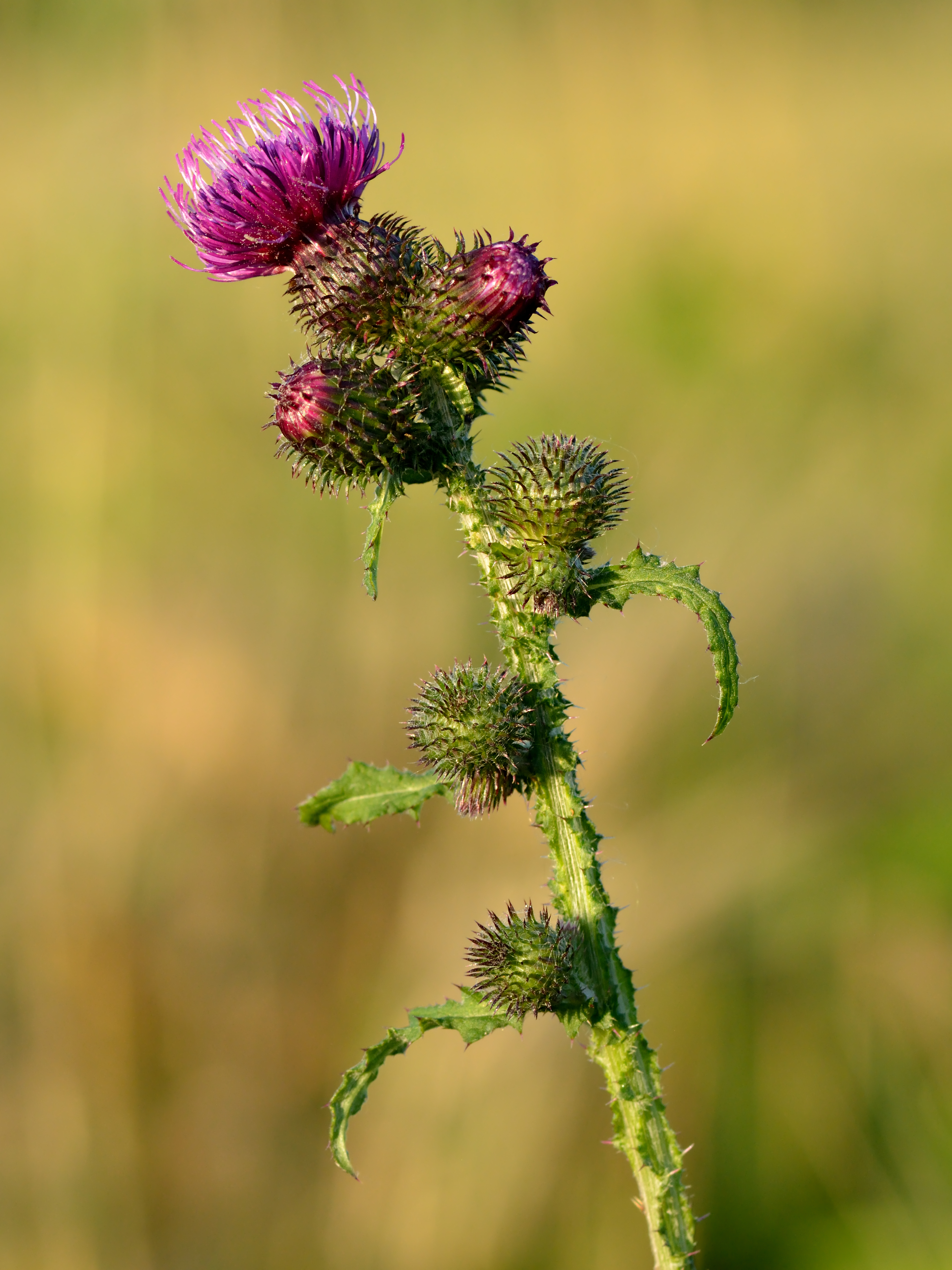
Il cardo, fiore nazionale

La bandiera ha una croce di sant'Andrea bianca in campo blu. Lo stemma raffigura su campo dorato un leone rampante rosso, armato e lampassato di blu, circondato da una doppia orlatura gigliata. Il fiore simbolo della Scozia è il cardo.

### Letteratura
Tra i maggiori romanzi scozzesi spicca Canto del tramonto di Lewis Grassic Gibbon, giudicato nel 2006 il libro preferito dagli scozzesi.
Un importante scrittore scozzese fu Walter Scott. James MacPherson è considerato il poeta nazionale scozzese, insieme con Robert Burns. Arthur Conan Doyle, il creatore del personaggio di Sherlock Holmes, era scozzese, così come Robert Louis Stevenson. George Gordon Byron, poeta inglese, era anch'egli di origini scozzesi per parte di madre. Tra gli autori scozzesi contemporanei si possono citare lo scrittore Irvine Welsh e la poetessa Carol Ann Duffy.

### Musica

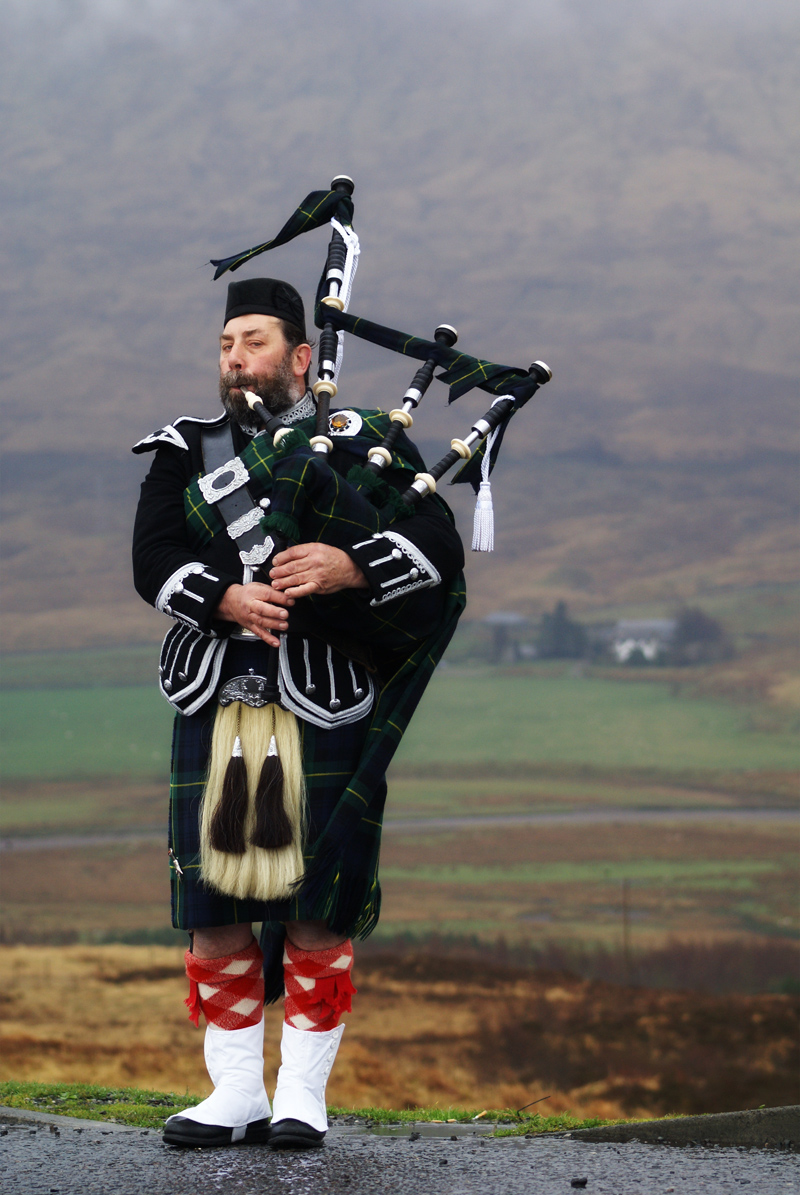
Un suonatore di cornamusa scozzese

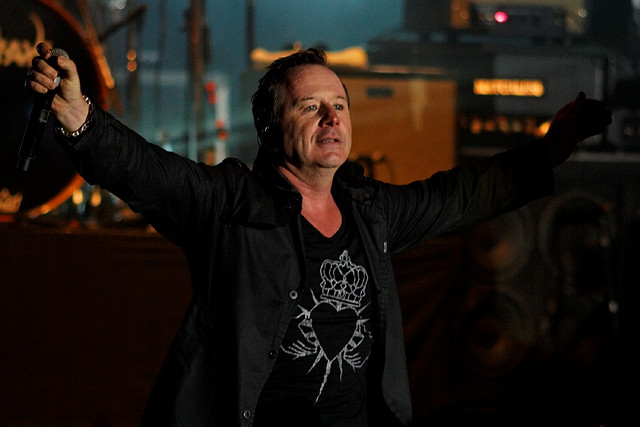
Jim Kerr, leader dei Simple Minds

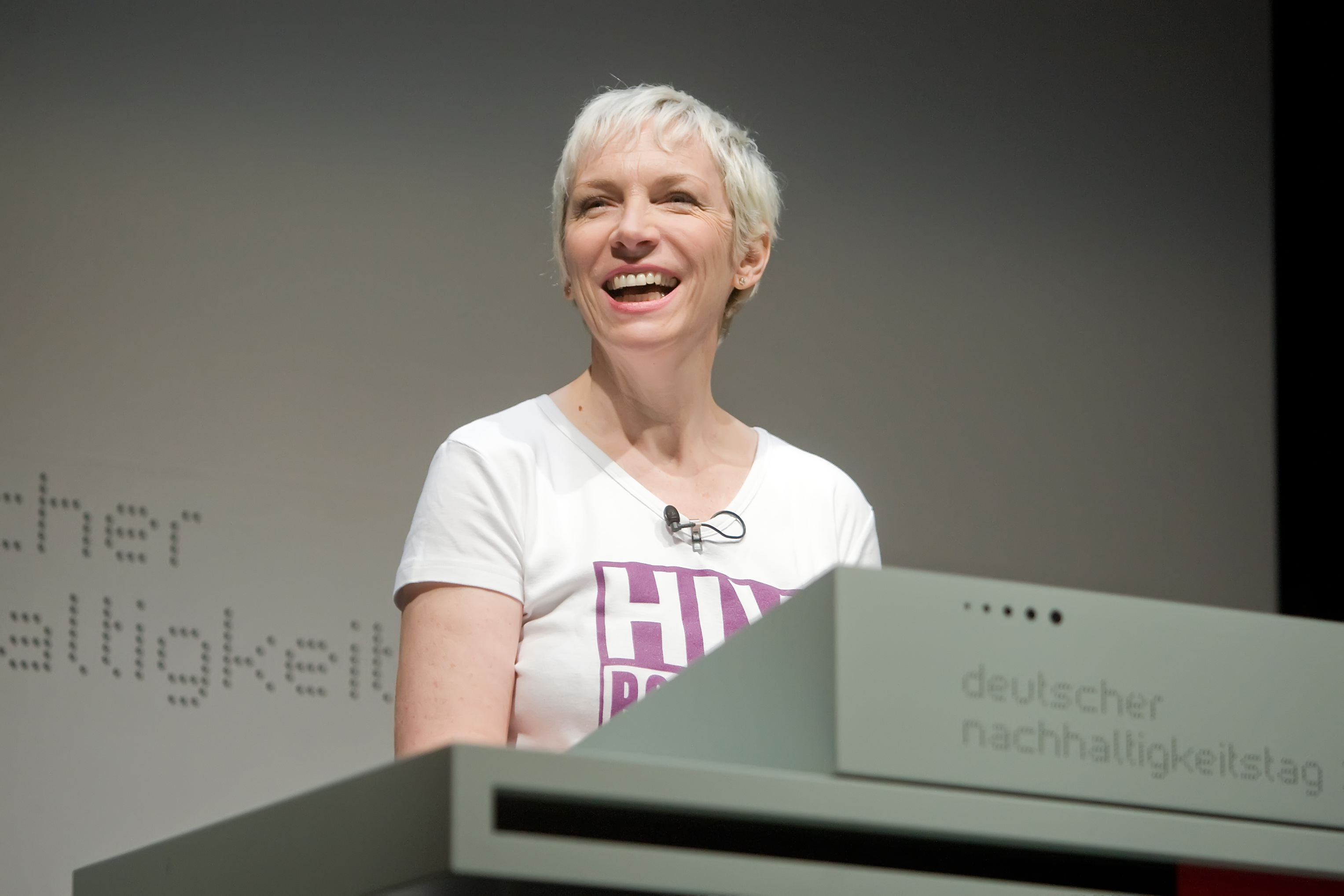
Annie Lennox

La musica scozzese è un aspetto significativo della cultura della nazione, con influenze sia tradizionali che moderne. Il più famoso strumento tradizionale è la cornamusa (Great Highland Bagpipe). Anche il clàrsach (arpa), il violino e la fisarmonica sono strumenti tradizionali, gli ultimi due molto presenti nelle bande di musica country scozzese.
Numerosi artisti scozzesi si sono messi in luce in vari ambiti della moderna popular music:
- Alestorm, gruppo musicale folk metal formato a Perth nel 2004
- Cocteau Twins, gruppo ideatore del Dream-pop e dell'Ethereal Wave fondato nel 1980 a Grangemouth
- Ian Anderson, cantautore leader dei Jethro Tull
- Belle and Sebastian, gruppo fondato a Glasgow nel 1996
- Boards of Canada, gruppo ambient dei fratelli Sandison
- Capercaillie, gruppo scozzese fondato nel 1984 da Donald Shaw e ancora in attività che suona musica celtica (Oban)
- Jack Bruce, bassista, polistrumentista, cantante
- Lewis Capaldi, cantautore
- Biffy Clyro, gruppo alternative rock scozzese (Ayrshire)
- Franz Ferdinand, gruppo Britpop formatosi nel 2003
- Fish, ex cantante e fondatore del gruppo rock dei Marillion, è di origini scozzesi
- Davey Johnstone, nato a Edimburgo, storico chitarrista di Elton John
- Mark e David Knopfler, cofondatori del gruppi rock dei Dire Straits, nati a Glasgow
- Annie Lennox, nata ad Aberdeen, fondatrice e membro degli Eurythmics
- Amy Macdonald cantante cantautrice di Bishopbriggs, dà avvio alla propria attività nel 2007
- Mogwai, gruppo post rock scozzese (Glasgow)
- Nazareth, gruppo musicale hard rock formato nel 1968 a Dunfermline
- Paolo Nutini, cantante di musica leggera (di origini italiane)
- Bon Scott, nato a Kirriemuir, ex cantante degli AC/DC, sostituito dopo la sua morte da Brian Johnson
- Mike Scott, compositore, cantante, chitarrista, pianista e leader dei Waterboys, nato a Edimburgo nel 1959
- Simple Minds, gruppo fondato a Glasgow nel 1977
- Texas (gruppo musicale), fondato a Glasgow nel 1986
- The Fratellis, gruppo indie rock che ha raggiunto la popolarità nel 2006
- The Proclaimers (Charlie e Craig Reid), gruppo musicale scozzese Pop, Folk Rock attualmente in attività
- Travis, gruppo rock scozzese di Glasgow formatosi nel 1995
- Midge Ure, compositore, cantante e chitarrista; cantante e frontman degli Ultravox, nato a Cambuslang, Lanarkshire
- Angus Young e Malcolm Young, entrambi nati a Glasgow, chitarristi, co-fondatori del gruppo AC/DC
- Calvin Harris, disc jockey, musicista, cantante e produttore discografico.
- Big Country, gruppo di musica rock formatosi nel 1981 a Dunfermline

### Cinema

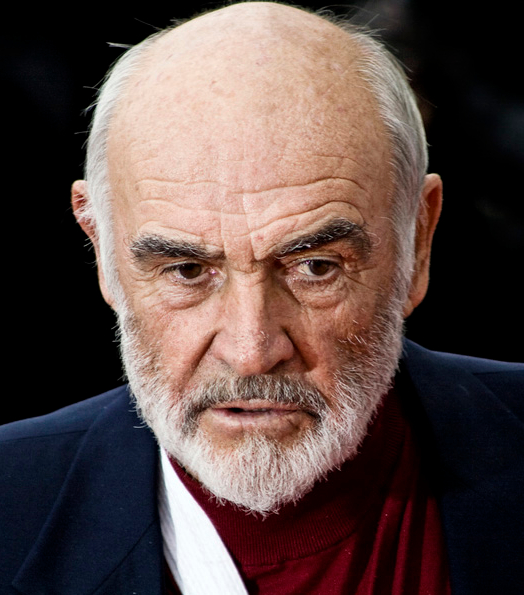
Sean Connery nel 2008

Sean Connery è probabilmente l'attore scozzese più conosciuto all'estero. Altri attori scozzesi di fama internazionale sono Ewan McGregor, James McAvoy, Robbie Coltrane, David Tennant, Kelly Macdonald, Brian Cox. Tra le pellicole girate o ambientate in Scozia sono da ricordare Braveheart, Dog Soldiers, Highlander, Trainspotting e Stardust. Anche la saga di Harry Potter è parzialmente ambientata in Scozia, che nella finzione è la sede della scuola di Hogwarts.

### Sport
Negli sport tradizionali britannici, come il calcio, il rugby e il cricket, la Scozia ha una propria nazionale che partecipa alle competizioni internazionali. Negli altri sport gli atleti scozzesi gareggiano nelle rappresentative del Regno Unito.
Tra gli sport più tradizionali vanno citati anche il golf, il curling e lo shinty. Gli ultimi due hanno avuto origine in Scozia, mentre per il golf l'origine scozzese è solo presunta.

### Cucina

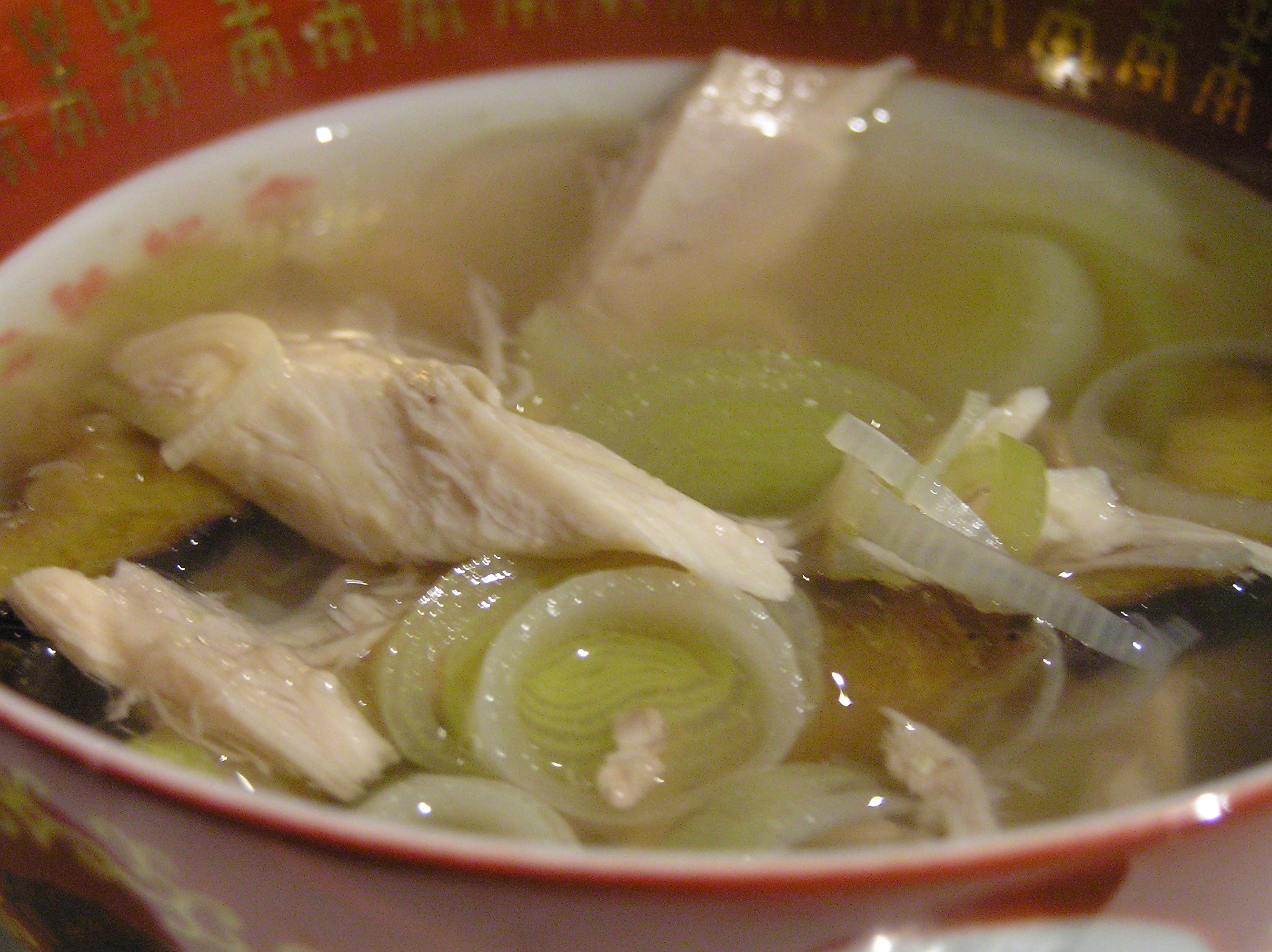
Cock-a-leekie soup

La cucina scozzese ha caratteristiche e ricette proprie, ma condivide molto con le più ampie cucine britannica ed europea, a causa delle influenze locali e straniere, sia antiche che moderne. La disponibilità naturale di selvaggina, latticini, pesce, frutta e verdura è il fattore determinante nella cucina scozzese tradizionale, caratterizzata dalla semplicità e dalla mancanza di spezie, poiché storicamente rare e costose. Quanto alle bevande, la Scozia è rinomata per la produzione di whisky (scotch whisky). Durante il tardo Medioevo e l'inizio dell'era moderna la cucina francese ebbe un ruolo importante nello sviluppo della cucina scozzese, a causa degli scambi culturali promossi dalla "Auld Alliance", specialmente durante il regno di Maria Stuarda. Al suo ritorno in Scozia Maria portò un entourage di personale francese, a cui si deve la rivoluzione della cucina scozzese e l'introduzione di alcune delle specialità alimentari ora tipiche della Scozia.

## Indipendentismo scozzese
Nonostante la Scozia faccia parte del Regno Unito da oltre 300 anni (e di fatto dal 1603, quando le case reali di Scozia e Inghilterra si unificarono nella persona del re Giacomo VI di Scozia) le divergenze storiche e culturali tra scozzesi e inglesi hanno sempre portato a un desiderio di indipendenza sentito da buona parte della popolazione dell'antica e culturalmente separata Alba. Il 14 ottobre del 2012, dopo mesi di trattative, il leader dello Scottish National Party Alex Salmond ha trovato l'accordo con il Premier britannico David Cameron riguardo all'indipendenza della Scozia: Il 18 settembre 2014, infatti, si è poi svolto un referendum dove agli scozzesi a partire dall'età di 16 anni è stato chiesto se separarsi o meno dal Regno Unito. Secondo il progetto di Salmond, la Scozia, se avesse vinto il Sì, sarebbe diventata nei fatti una nazione autonoma facente parte del Commonwealth delle nazioni (come Canada e Australia), con governo completamente indipendente ma continuando a riconoscere il monarca britannico come simbolico capo di Stato, esattamente come avviene da tempo in Canada o in Australia. Il referendum ha visto la vittoria del No.
Il 28 marzo 2017 il parlamento di Edimburgo ha votato a maggioranza (69 favorevoli, 59 contrari) la delega alla prima ministra Nicola Sturgeon di chiedere al governo di Westminster un nuovo referendum per l'indipendenza della Scozia.